# James William Johnston
James William Johnston (ur. 29 sierpnia 1792, Jamajka, zm. 21 listopada 1873, Cheltenham) – kanadyjski prawnik, sędzia i polityk konserwatywny, premier Nowej Szkocji.
James William Johnston urodził się na Jamajce jako najmłodszy syn osiadłego tam szkockiego pochodzenia uciekiniera z Georgii Williama Martina Johnstona i Elizabeth Lichtenstein. Gdy był dzieckiem rodzina przeniosła się do kontynentalnych kolonii brytyjskich. W czasie rewolucji amerykańskiej i wojny o niepodległość rodzina Johnstonów stała na pozycjach lojalistycznych. Po powstaniu Stanów Zjednoczonych rodzina wyemigrowała w Nowej Szkocji wchodząc do elity społecznej nowo tworzącej się kolonii. James odebrał staranne wykształcenie podstawowe i średnie, a następnie ukończył studia prawnicze.
Johnston zaangażował się w politykę już w latach trzydziestych XIX wieku. Już zanim został powołany w kolonii wybieralny rząd przedstawicielski Johnston spełniał szereg funkcji politycznych w administracji kolonialnej. Był między innymi Government Leader, czyli szefem namiastki rządu kolonialnego. Choć był zwolennikiem ograniczonych reform, stał się przeciwnikiem wprowadzenia rządów przedstawicielskich, głównie ze względu na obawę, iż zostaną one opanowane przez ekstremistycznych reformistów takich jak Joseph Howe i William Young. Gdy jednak w 1837 w Nowej Szkocji taki rząd powołano, jako lider konserwatystów stanął w szrankach wyborczych. Johnston został premierem dwukrotnie. Raz w latach 1857–1860 po upadku reformistycznego rządu Younga i powtórnie w latach 1863–1864 jako następca innego liberała Josepha Howe. Johnston był zwolennikiem Konfederacji Kanady, przewidując dominacje konserwatystów w parlamencie federalnym, co według niego miało także doprowadzić do osłabienia ruchu liberalnego w prowincji. W pierwszej kwestii przewidywania jego się spełniły i pierwszym rządem skonfederowanej Kanady był gabinet konserwatywny. Co do osłabienia ruchu reformistycznego mylił się, przynajmniej na krótką metę. Niekonstytucyjne włączenie Dominium Nowej Szkocji do konfederacji, przypominało zamach stanu i przyczyniło się do wzrostu popularności liberałów, którzy w większości byli anty-konfederatami. (Zobacz Partia Antykonfederacyjna Nowej Szkocji).